# Уолш, Родольфо
Родо́льфо Хо́рхе Уо́лш (исп. Rodolfo Jorge Walsh; 9 января 1927 — 25 марта 1977) — аргентинский журналист, писатель и драматург ирландского происхождения. Один из важных членов лево-перонистской организации «Монтонерос». Отец Виктории (погибла в 1976) и Патрисии Уолш.

## Биография
Родился в 1927 году в маленьком городке Пуэбло-Нуэво-де-ла-Колония-Чоэле-Чоэль.
Поступил на философию в Университет Буэнос-Айреса, но оставил учёбу и сменил ряд профессий. В молодости состоял в ультраправой организации, затем поддерживал переворот против Хуана Доминго Перона, но уже к 1956 году обличал установившийся военный режим. Известен материалами своих независимых журналистских расследований (докуроманов, романов non-fiction), наиболее известное из которых — «Операция „Бойня“» (1957), считающееся первым в этом жанре (опережая «Хладнокровное убийство» Трумена Капоте).
После Кубинской революции отправился на Кубу, где вместе с Хорхе Рикардо Масетти и Габриэлем Гарсиа Маркесом участвовал в учреждении кубинского новостного агентства «Пренса Латина». Считается, что он мог расшифровать телекс ЦРУ, сообщавший о намеченной высадке в заливе Свиней.
Вернувшись в Аргентину, был тесно связан с профобъединением Всеобщая конфедерация труда Аргентины, вступил в ряды «Перонистских вооруженных сил», вместе с которым в 1975 г. вошел в ряды более влиятельной  подпольной группы леворадикальных городских партизан «Монтонерос». Однако со временем в их взглядах появились разногласия — Уолш предпочитал оружию силу пера, рассказывая о терроре военной хунты и нарушениях ей прав человека. Тем не менее Уолш не отказывался от революционных методов борьбы.
В 1976 году он потерял двух близких — дочь Виктория и друга Франсиско Урондо, также состоявшие в «Монтонерос», были застрелены «эскадронами смерти».
После установления военно-фашистской диктатуры в 1976 году, Уолш был вынужден уйти в подполье, спасаясь от репрессий. 24 марта 1977 года закончил «Открытое письмо писателя военной хунте», в котором разоблачал политику репрессий диктатуры и рассказывал о последствиях тяжелого экономического кризиса тех лет. Письмо было разослано товарищам Уолша и в редакции газет. 
На следующий день Уолша пытались похитить прямо на улице, однако он оказал сопротивление и был убит в завязавшейся перестрелке.
Процесс над его убийцами начался только в 2005 году.
«Открытое письмо» считается одним из значимых актов сопротивления диктатуре. Памятник письму (стеклянные пластины с текстом) установлен в бывшем подпольном пыточном центре  — Школе механиков военно-морских сил Аргентины.

## Книги
- Diez cuentos policiales (1953)
- Variaciones en rojo (1953)
- Antología del cuento extraño (1956)
- Operación Masacre (1957, экранизация Хорхе Седрона, 1973)
- La granada (1965)
- La batalla (1965)
- Los oficios terrestres (1965)
- Un kilo de oro (1967)
- ¿Quién mató a Rosendo? (1969)
- Un oscuro día de justicia (1973)
- El caso Satanowsky (1973)
- Los oficios terrestres (1986)
- Cuento para tahúres y otros relatos policiales (1987)
- Ese hombre y otros papeles personales (1995)